# Fool N Final
Fool N Final ist ein Bollywoodfilm aus dem Jahr 2007 und basiert auf dem US-amerikanischen Film Snatch – Schweine und Diamanten. An den Kinokassen hatte er mäßigen Erfolg.

## Handlung
Der schusselige Rocky stiehlt auf Anweisung des Dons Chowski den wertvollsten Diamanten der Welt. Sie vereinbaren die Übergabe bei Chowksis Bruder Lalwani in Dubai. Allerdings bekommt der Gangster Moscow Chikna ebenfalls Wind davon und zwingt so den bei ihm verschuldeten Chobey Rocky vor der Übergabe zu entführen.
Chobey holt sich zur Unterstützung bei seiner Nichte Tina, den Fahrer Patti und Tinas Freund Raja. Nebenher muss Raja noch für seinen Kumpel Munna einen Gefallen tun. Für Munnas Schwägerin Lajwanti schlüpft Raja jedes Mal in die Rolle des längst verstorbenen Sohnes Rahul.
Nachdem Raja immer tiefer in die Diamantengeschichte gerät, ergeht es Munna nicht besser. Er muss für Lucky und Bob, die auch in der Schuld eines Gangsterbosses namens J. D. stehen, als Preisboxer stehen.
Schließlich, nach einigen Turbulenzen sind die Gangsterbosse die großen Verlierer. Beim Boxen gewinnt Munna das Preisgeld. Außerdem heiratet Munna die hübsche Payal, die als Gast herzlich in die Familie aufgenommen wurde. Auch Tina und Raja schließen den Bund der Ehe. Währenddessen verkauft Tinas Onkel Chobey den Diamanten und ist endlich schuldenfrei.

## Musik
| Songtitel          | Sänger/in                        |
| ------------------ | -------------------------------- |
| Ek Kalsa           | Himesh Reshammiya                |
| Sigdi              | Himesh Reshammiya, Jayesh Gandhi |
| Tere Layee         | Kunal Ganjawala, Devi Sri Prasad |
| Yeh Dooriyan       | Hanif Shaikh                     |
| Ek Kalsa (Remix)   | Himesh Reshammiya                |
| Masti (Remix)      | Benny Dayal, MG Sreekumar        |
| Tere Layee (Remix) | Krishna, Kalpana Patowary        |

Im Abspann ist die Remixversion von  Ek Kalsa  zu hören, in der Mike Tyson eine Gastrolle hat.

## Kritik
„Fool N Final“ ist eine Farce, ein schamloses, harmloses und doofes Remake von „Snatch“, ohne dessen Agilität und Kinetik. (von molodezhnaja.ch)